# The Weeknd/Diskografie
Diese Diskografie ist eine Übersicht über die musikalischen Werke des kanadischen R&B-Sängers The Weeknd. Den Quellenangaben und Schallplattenauszeichnungen zufolge verkaufte er bisher mehr als 328,5 Millionen Tonträger, davon alleine in seiner Heimat über 13,8 Millionen. In Deutschland verkaufte er mehr als 8,1 Millionen Tonträger, damit zählt er zu den Interpreten mit den meisten Tonträgerverkäufen des Landes. Seine erfolgreichste Veröffentlichung ist die Single Blinding Lights mit über 25,1 Millionen verkauften Einheiten. In Deutschland zählt diese sowie Starboy mit je über 1,2 Millionen Verkäufen zu den meistverkauften Singles des Landes der 2010er-Jahre.

## Alben

### Studioalben
| Jahr | Titel Musiklabel                                 | Höchstplatzierung, Gesamtwochen, AuszeichnungChartplatzierungen (Jahr, Titel, Musiklabel, Platzierungen, Wochen, Auszeichnungen, Anmerkungen) | Höchstplatzierung, Gesamtwochen, AuszeichnungChartplatzierungen (Jahr, Titel, Musiklabel, Platzierungen, Wochen, Auszeichnungen, Anmerkungen) | Höchstplatzierung, Gesamtwochen, AuszeichnungChartplatzierungen (Jahr, Titel, Musiklabel, Platzierungen, Wochen, Auszeichnungen, Anmerkungen) | Höchstplatzierung, Gesamtwochen, AuszeichnungChartplatzierungen (Jahr, Titel, Musiklabel, Platzierungen, Wochen, Auszeichnungen, Anmerkungen) | Höchstplatzierung, Gesamtwochen, AuszeichnungChartplatzierungen (Jahr, Titel, Musiklabel, Platzierungen, Wochen, Auszeichnungen, Anmerkungen) | Höchstplatzierung, Gesamtwochen, AuszeichnungChartplatzierungen (Jahr, Titel, Musiklabel, Platzierungen, Wochen, Auszeichnungen, Anmerkungen) | Höchstplatzierung, Gesamtwochen, AuszeichnungChartplatzierungen (Jahr, Titel, Musiklabel, Platzierungen, Wochen, Auszeichnungen, Anmerkungen) | Anmerkungen                                                   |
| Jahr | Titel Musiklabel                                 | DE | AT | CH | UK | US | R&B | CA | Anmerkungen                                                   |
| ---- | ------------------------------------------------ | --- | --- | --- | --- | --- | --- | --- | ------------------------------------------------------------- |
| 2013 | Kiss Land Republic Records (UMG)                 | DE93 (1 Wo.)DE | — | CH62 (1 Wo.)CH | UK12 Gold · (2 Wo.)UK | US2 Gold · (11 Wo.)US | R&B1 (39 Wo.)R&B | CA— PlatinCA | Erstveröffentlichung: 6. September 2013 Verkäufe: + 690.000   |
| 2015 | Beauty Behind the Madness Republic Records (UMG) | DE7 Gold · (22 Wo.)DE | AT7 Gold · (4 Wo.)AT | CH4 (22 Wo.)CH | UK1 ×2Doppelplatin · (103 Wo.)UK | US1 ×6Sechsfachplatin · (334 Wo.)US | R&B1 (… Wo.)R&B | CA1 ×7Siebenfachplatin · (… Wo.)CA | Erstveröffentlichung: 28. August 2015 Verkäufe: + 7.832.500   |
| 2016 | Starboy Republic Records (UMG)                   | DE10 Platin · (147 Wo.)DE | AT10 a Platin · (81 Wo.)AT | CH5 (… Wo.)CH | UK5 ×2Doppelplatin · (191 Wo.)UK | US1 ×6Sechsfachplatin · (… Wo.)US | R&B1 (… Wo.)R&B | CA1 ×7Siebenfachplatin · (… Wo.)CA | Erstveröffentlichung: 25. November 2016 Verkäufe: + 9.080.000 |
| 2020 | After Hours Republic Records (UMG)               | DE5 Gold · (174 Wo.)DE | AT1 Gold · (75 Wo.)AT | CH1 (115 Wo.)CH | UK1 Platin · (121 Wo.)UK | US1 ×3Dreifachplatin · (175 Wo.)US | R&B1 (… Wo.)R&B | CA1 ×5Fünffachplatin · (158 Wo.)CA | Erstveröffentlichung: 20. März 2020 Verkäufe: + 5.270.000     |
| 2022 | Dawn FM Republic Records (UMG)                   | DE5 (26 Wo.)DE | AT2 (11 Wo.)AT | CH1 (24 Wo.)CH | UK1 Gold · (51 Wo.)UK | US2 Platin · (69 Wo.)US | R&B1 (54 Wo.)R&B | CA1 Platin · (27 Wo.)CA | Erstveröffentlichung: 7. Januar 2022 Verkäufe: + 1.480.000    |
| 2025 | Hurry Up Tomorrow Republic Records (UMG)         | DE1 (… Wo.)DE | AT2 (18 Wo.)AT | CH2 (17 Wo.)CH | UK1 Gold · (14 Wo.)UK | US1 (… Wo.)US | R&B1 (… Wo.)R&B | — | Erstveröffentlichung: 31. Januar 2025 Verkäufe: + 287.500     |

### Livealben
| Jahr | Titel Musiklabel                            | Höchstplatzierung, Gesamtwochen, AuszeichnungChartplatzierungen (Jahr, Titel, Musiklabel, Platzierungen, Wochen, Auszeichnungen, Anmerkungen) | Höchstplatzierung, Gesamtwochen, AuszeichnungChartplatzierungen (Jahr, Titel, Musiklabel, Platzierungen, Wochen, Auszeichnungen, Anmerkungen) | Höchstplatzierung, Gesamtwochen, AuszeichnungChartplatzierungen (Jahr, Titel, Musiklabel, Platzierungen, Wochen, Auszeichnungen, Anmerkungen) | Höchstplatzierung, Gesamtwochen, AuszeichnungChartplatzierungen (Jahr, Titel, Musiklabel, Platzierungen, Wochen, Auszeichnungen, Anmerkungen) | Höchstplatzierung, Gesamtwochen, AuszeichnungChartplatzierungen (Jahr, Titel, Musiklabel, Platzierungen, Wochen, Auszeichnungen, Anmerkungen) | Höchstplatzierung, Gesamtwochen, AuszeichnungChartplatzierungen (Jahr, Titel, Musiklabel, Platzierungen, Wochen, Auszeichnungen, Anmerkungen) | Höchstplatzierung, Gesamtwochen, AuszeichnungChartplatzierungen (Jahr, Titel, Musiklabel, Platzierungen, Wochen, Auszeichnungen, Anmerkungen) | Anmerkungen                        |
| Jahr | Titel Musiklabel                            | DE | AT | CH | UK | US | R&B | CA | Anmerkungen                        |
| ---- | ------------------------------------------- | --- | --- | --- | --- | --- | --- | --- | ---------------------------------- |
| 2023 | Live at SoFi Stadium Republic Records (UMG) | — | — | — | — | US172 (1 Wo.)US | — | — | Erstveröffentlichung: 3. März 2023 |

### Kompilationen
| Jahr | Titel Musiklabel                      | Höchstplatzierung, Gesamtwochen, AuszeichnungChartplatzierungen (Jahr, Titel, Musiklabel, Platzierungen, Wochen, Auszeichnungen, Anmerkungen) | Höchstplatzierung, Gesamtwochen, AuszeichnungChartplatzierungen (Jahr, Titel, Musiklabel, Platzierungen, Wochen, Auszeichnungen, Anmerkungen) | Höchstplatzierung, Gesamtwochen, AuszeichnungChartplatzierungen (Jahr, Titel, Musiklabel, Platzierungen, Wochen, Auszeichnungen, Anmerkungen) | Höchstplatzierung, Gesamtwochen, AuszeichnungChartplatzierungen (Jahr, Titel, Musiklabel, Platzierungen, Wochen, Auszeichnungen, Anmerkungen) | Höchstplatzierung, Gesamtwochen, AuszeichnungChartplatzierungen (Jahr, Titel, Musiklabel, Platzierungen, Wochen, Auszeichnungen, Anmerkungen) | Höchstplatzierung, Gesamtwochen, AuszeichnungChartplatzierungen (Jahr, Titel, Musiklabel, Platzierungen, Wochen, Auszeichnungen, Anmerkungen) | Höchstplatzierung, Gesamtwochen, AuszeichnungChartplatzierungen (Jahr, Titel, Musiklabel, Platzierungen, Wochen, Auszeichnungen, Anmerkungen) | Anmerkungen                                                  |
| Jahr | Titel Musiklabel                      | DE | AT | CH | UK | US | R&B | CA | Anmerkungen                                                  |
| ---- | ------------------------------------- | --- | --- | --- | --- | --- | --- | --- | ------------------------------------------------------------ |
| 2012 | Trilogy Republic Records (UMG)        | DE90 (1 Wo.)DE | — | CH58 (1 Wo.)CH | UK37 Gold · (7 Wo.)UK | US4 ×3Dreifachplatin · (197 Wo.)US | R&B1 (79 Wo.)R&B | CA— ×3DreifachplatinCA | Erstveröffentlichung: 9. November 2012 Verkäufe: + 3.402.500 |
| 2021 | The Highlights Republic Records (UMG) | DE13 (14 Wo.)DE | AT15 (3 Wo.)AT | CH10 (8 Wo.)CH | UK2 ×4Vierfachplatin · (… Wo.)UK | US2 (211 Wo.)US | R&B1 (183 Wo.)R&B | CA6 ×3Dreifachplatin · (… Wo.)CA | Erstveröffentlichung: 5. Februar 2021 Verkäufe: + 2.915.000  |

### Mixtapes
| Jahr | Titel Musiklabel               | Höchstplatzierung, Gesamtwochen, AuszeichnungChartplatzierungen (Jahr, Titel, Musiklabel, Platzierungen, Wochen, Auszeichnungen, Anmerkungen) | Höchstplatzierung, Gesamtwochen, AuszeichnungChartplatzierungen (Jahr, Titel, Musiklabel, Platzierungen, Wochen, Auszeichnungen, Anmerkungen) | Höchstplatzierung, Gesamtwochen, AuszeichnungChartplatzierungen (Jahr, Titel, Musiklabel, Platzierungen, Wochen, Auszeichnungen, Anmerkungen) | Höchstplatzierung, Gesamtwochen, AuszeichnungChartplatzierungen (Jahr, Titel, Musiklabel, Platzierungen, Wochen, Auszeichnungen, Anmerkungen) | Höchstplatzierung, Gesamtwochen, AuszeichnungChartplatzierungen (Jahr, Titel, Musiklabel, Platzierungen, Wochen, Auszeichnungen, Anmerkungen) | Höchstplatzierung, Gesamtwochen, AuszeichnungChartplatzierungen (Jahr, Titel, Musiklabel, Platzierungen, Wochen, Auszeichnungen, Anmerkungen) | Höchstplatzierung, Gesamtwochen, AuszeichnungChartplatzierungen (Jahr, Titel, Musiklabel, Platzierungen, Wochen, Auszeichnungen, Anmerkungen) | Anmerkungen                                             |
| Jahr | Titel Musiklabel               | DE | AT | CH | UK | US | R&B | CA | Anmerkungen                                             |
| ---- | ------------------------------ | --- | --- | --- | --- | --- | --- | --- | ------------------------------------------------------- |
| 2011 | House of Balloons Selbstverlag | — | — | — | UK— GoldUK | US113 (11 Wo.)US | R&B37 (2 Wo.)R&B | CA17 Platin · (1 Wo.)CA | Erstveröffentlichung: 21. März 2011 Verkäufe: + 215.000 |
| 2011 | Thursday Selbstverlag          | — | — | — | — | — | — | — | Erstveröffentlichung: 18. August 2011                   |
| 2011 | Echoes of Silence Selbstverlag | — | — | — | — | — | — | — | Erstveröffentlichung: 21. Dezember 2011                 |

### EPs
| Jahr | Titel Musiklabel                              | Höchstplatzierung, Gesamtwochen, AuszeichnungChartplatzierungen (Jahr, Titel, Musiklabel, Platzierungen, Wochen, Auszeichnungen, Anmerkungen) | Höchstplatzierung, Gesamtwochen, AuszeichnungChartplatzierungen (Jahr, Titel, Musiklabel, Platzierungen, Wochen, Auszeichnungen, Anmerkungen) | Höchstplatzierung, Gesamtwochen, AuszeichnungChartplatzierungen (Jahr, Titel, Musiklabel, Platzierungen, Wochen, Auszeichnungen, Anmerkungen) | Höchstplatzierung, Gesamtwochen, AuszeichnungChartplatzierungen (Jahr, Titel, Musiklabel, Platzierungen, Wochen, Auszeichnungen, Anmerkungen) | Höchstplatzierung, Gesamtwochen, AuszeichnungChartplatzierungen (Jahr, Titel, Musiklabel, Platzierungen, Wochen, Auszeichnungen, Anmerkungen) | Höchstplatzierung, Gesamtwochen, AuszeichnungChartplatzierungen (Jahr, Titel, Musiklabel, Platzierungen, Wochen, Auszeichnungen, Anmerkungen) | Höchstplatzierung, Gesamtwochen, AuszeichnungChartplatzierungen (Jahr, Titel, Musiklabel, Platzierungen, Wochen, Auszeichnungen, Anmerkungen) | Anmerkungen                                               |
| Jahr | Titel Musiklabel                              | DE | AT | CH | UK | US | R&B | CA | Anmerkungen                                               |
| ---- | --------------------------------------------- | --- | --- | --- | --- | --- | --- | --- | --------------------------------------------------------- |
| 2018 | My Dear Melancholy, Republic Records (UMG)    | DE7 (… Wo.)DE | AT8 (3 Wo.)AT | CH4 (7 Wo.)CH | UK3 Gold · (10 Wo.)UK | US1 Platin · (36 Wo.)US | R&B1 (20 Wo.)R&B | CA1 Platin · (… Wo.)CA | Erstveröffentlichung: 30. März 2018 Verkäufe: + 1.295.000 |
| 2022 | The Dawn FM Experience Republic Records (UMG) | — | — | — | UK92 (1 Wo.)UK | — | — | — | Erstveröffentlichung: 25. Februar 2022                    |

## Singles

### Als Leadmusiker
| Jahr | Titel Album                                                              | Höchstplatzierung, Gesamtwochen, AuszeichnungChartplatzierungen (Jahr, Titel, Album, Platzierungen, Wochen, Auszeichnungen, Anmerkungen) | Höchstplatzierung, Gesamtwochen, AuszeichnungChartplatzierungen (Jahr, Titel, Album, Platzierungen, Wochen, Auszeichnungen, Anmerkungen) | Höchstplatzierung, Gesamtwochen, AuszeichnungChartplatzierungen (Jahr, Titel, Album, Platzierungen, Wochen, Auszeichnungen, Anmerkungen) | Höchstplatzierung, Gesamtwochen, AuszeichnungChartplatzierungen (Jahr, Titel, Album, Platzierungen, Wochen, Auszeichnungen, Anmerkungen) | Höchstplatzierung, Gesamtwochen, AuszeichnungChartplatzierungen (Jahr, Titel, Album, Platzierungen, Wochen, Auszeichnungen, Anmerkungen) | Höchstplatzierung, Gesamtwochen, AuszeichnungChartplatzierungen (Jahr, Titel, Album, Platzierungen, Wochen, Auszeichnungen, Anmerkungen) | Höchstplatzierung, Gesamtwochen, AuszeichnungChartplatzierungen (Jahr, Titel, Album, Platzierungen, Wochen, Auszeichnungen, Anmerkungen) | Anmerkungen |
| Jahr | Titel Album                                                              | DE | AT | CH | UK | US | R&B | CA | Anmerkungen |
| --- | ------------------------------------------------------------------------ | --- | --- | --- | --- | --- | --- | --- | --- |
| 2011 | Initiation Echoes of Silence                                             | — | — | — | — | — | — | — | Erstveröffentlichung: Oktober 2011                                                                             |
| 2012 | Wicked Games House of Balloons                                           | — | — | — | UK— GoldUK | US53 ×3Dreifachplatin · (20 Wo.)US | R&B13 (23 Wo.)R&B | CA58 ×2Doppelplatin · (9 Wo.)CA | Erstveröffentlichung: 25. September 2012 Verkäufe: + 3.840.000                                                 |
| 2012 | Twenty Eight House of Balloons (Re-Issue)                                | — | — | — | — | US— PlatinUS | — | — | Erstveröffentlichung: 13. November 2012 Verkäufe: + 1.000.000                                                  |
| 2012 | The Zone Thursday                                                        | — | — | — | — | US— PlatinUS | — | — | Erstveröffentlichung: 16. November 2012 Verkäufe: + 1.035.000; feat. Drake                                     |
| 2013 | Kiss Land                                                                | — | — | — | — | — | — | — | Erstveröffentlichung: 17. Mai 2013                                                                             |
| 2013 | Belong to the World Kiss Land                                            | — | — | — | — | — | — | — | Erstveröffentlichung: 16. Juli 2013                                                                            |
| 2013 | Love in the Sky Kiss Land                                                | — | — | — | — | — | — | — | Erstveröffentlichung: 30. Juli 2013                                                                            |
| 2013 | Live For Kiss Land                                                       | — | — | — | — | — | R&B47 (1 Wo.)R&B | — | Erstveröffentlichung: 20. August 2013 feat. Drake                                                              |
| 2013 | Pretty Kiss Land                                                         | — | — | — | — | — | — | — | Erstveröffentlichung: 25. Oktober 2013                                                                         |
| 2014 | Wanderlust Kiss Land                                                     | — | — | — | — | — | — | CA— GoldCA | Erstveröffentlichung: 31. März 2014 Verkäufe: + 40.000                                                         |
| 2014 | Often Beauty Behind the Madness                                          | DE— GoldDE | — | — | UK65 Platin · (3 Wo.)UK | US59 ×4Vierfachplatin · (20 Wo.)US | R&B15 (27 Wo.)R&B | CA— ×3DreifachplatinCA | Erstveröffentlichung: 31. Juli 2014 Verkäufe: + 6.184.000                                                      |
| 2014 | Earned It Beauty Behind the Madness • Fifty Shades of Grey (O.S.T.)      | DE17 Platin · (24 Wo.)DE | AT21 (20 Wo.)AT | CH7 (38 Wo.)CH | UK4 ×3Dreifachplatin · (42 Wo.)UK | US3 Diamant · (43 Wo.)US | R&B1 (31 Wo.)R&B | CA7 ×6Sechsfachplatin · (29 Wo.)CA | Erstveröffentlichung: 23. Dezember 2014 Verkäufe: + 14.732.000                                                 |
| 2015 | The Hills Beauty Behind the Madness                                      | DE10 ×3Dreifachgold · (50 Wo.)DE | AT31 (34 Wo.)AT | CH23 (34 Wo.)CH | UK3 ×4Vierfachplatin · (57 Wo.)UK | US1 Diamant + Platin · (48 Wo.)US | R&B1 (44 Wo.)R&B | CA1 Diamant · (38 Wo.)CA | Erstveröffentlichung: 25. Mai 2015 Verkäufe: + 17.998.200                                                      |
| 2015 | Can’t Feel My Face Beauty Behind the Madness                             | DE14 Platin · (41 Wo.)DE | AT14 (35 Wo.)AT | CH8 (39 Wo.)CH | UK3 ×4Vierfachplatin · (54 Wo.)UK | US1 Diamant · (41 Wo.)US | R&B1 (28 Wo.)R&B | CA1 Diamant · (42 Wo.)CA | Erstveröffentlichung: 5. Juni 2015 Verkäufe: + 16.495.000                                                      |
| 2015 | In the Night Beauty Behind the Madness                                   | DE72 (9 Wo.)DE | — | CH67 (5 Wo.)CH | UK48 Gold · (11 Wo.)UK | US12 ×3Dreifachplatin · (20 Wo.)US | R&B3 (23 Wo.)R&B | CA5 ×2Doppelplatin · (16 Wo.)CA | Erstveröffentlichung: 2. November 2015 Verkäufe: + 3.895.000                                                   |
| 2015 | Acquainted Beauty Behind the Madness                                     | — | — | — | UK90 Gold · (1 Wo.)UK | US60 ×4Vierfachplatin · (18 Wo.)US | R&B21 (31 Wo.)R&B | CA— PlatinCA | Erstveröffentlichung: 17. November 2015 Verkäufe: + 4.625.000                                                  |
| 2016 | Starboy                                                                  | DE3 ×2Doppelplatin · (32 Wo.)DE | AT8 (26 Wo.)AT | CH2 (… Wo.)CH | UK2 ×5Fünffachplatin · (43 Wo.)UK | US1 ×5Diamant + Fünffachplatin · (30 Wo.)US                                                                                              | R&B1 (26 Wo.)R&B | CA1 Diamant · (30 Wo.)CA | Erstveröffentlichung: 19. September 2016 Verkäufe: + 24.583.333; feat. Daft Punk                               |
| 2016 | I Feel It Coming Starboy                                                 | DE29 Platin · (27 Wo.)DE | AT23 (26 Wo.)AT | CH7 (37 Wo.)CH | UK9 ×2Doppelplatin · (29 Wo.)UK | US4 ×8Achtfachplatin · (26 Wo.)US | R&B2 (26 Wo.)R&B | CA5 ×5Fünffachplatin · (27 Wo.)CA | Erstveröffentlichung: 18. November 2016 Verkäufe: + 12.383.333; feat. Daft Punk                                |
| 2016 | Party Monster Starboy                                                    | DE34 (4 Wo.)DE | AT40 (2 Wo.)AT | CH21 (5 Wo.)CH | UK17 Platin · (9 Wo.)UK | US16 ×3Dreifachplatin · (19 Wo.)US | R&B8 (18 Wo.)R&B | CA14 ×4Vierfachplatin · (1 Wo.)CA | Erstveröffentlichung: 6. Dezember 2016 Verkäufe: + 4.540.000; feat. Lana Del Rey                               |
| 2017 | Reminder Starboy                                                         | DE93 Gold · (1 Wo.)DE | — | CH86 (2 Wo.)CH | UK39 Platin · (4 Wo.)UK | US31 ×3Dreifachplatin · (17 Wo.)US | R&B14 (20 Wo.)R&B | CA13 ×3Dreifachplatin · (1 Wo.)CA | Erstveröffentlichung: 24. Februar 2017 Verkäufe: + 4.610.000                                                   |
| 2017 | Rockin’ Starboy                                                          | DE60 (1 Wo.)DE | — | — | UK26 Silber · (3 Wo.)UK | US44 (2 Wo.)US | R&B20 (2 Wo.)R&B | CA— PlatinCA | Erstveröffentlichung: 9. Mai 2017 Verkäufe: + 305.000                                                          |
| 2017 | Die for You Starboy                                                      | DE10 Gold · (14 Wo.)DE | AT7 (9 Wo.)AT | CH4 Platin · (27 Wo.)CH | UK3 ×2Doppelplatin · (47 Wo.)UK | US1 b Diamant · (52 Wo.)US | R&B1 b (52 Wo.)R&B | CA7 ×8Achtfachplatin · (2 Wo.)CA | Erstveröffentlichung: 19. August 2017 Verkäufe: + 14.273.333; Remix mit Ariana Grande                          |
| 2018 | Pray for Me Black Panther: The Album                                     | DE24 Gold · (10 Wo.)DE | AT32 Gold · (7 Wo.)AT | CH21 (8 Wo.)CH | UK11 Platin · (9 Wo.)UK | US7 ×2Doppelplatin · (20 Wo.)US | R&B4 (20 Wo.)R&B | CA2 ×5Fünffachplatin · (19 Wo.)CA | Erstveröffentlichung: 2. Februar 2018 Verkäufe: + 4.235.000; mit Kendrick Lamar                                |
| 2018 | Call Out My Name My Dear Melancholy,                                     | DE7 Gold · (7 Wo.)DE | AT11 (5 Wo.)AT | CH8 (11 Wo.)CH | UK7 ×2Doppelplatin · (9 Wo.)UK | US4 ×3Dreifachplatin · (18 Wo.)US | R&B3 (17 Wo.)R&B | CA5 ×3Dreifachplatin · (5 Wo.)CA | Erstveröffentlichung: 10. April 2018 Verkäufe: + 6.493.333                                                     |
| 2019 | Lost in the Fire Hyperion                                                | DE49 Gold · (4 Wo.)DE | AT54 (2 Wo.)AT | CH29 (7 Wo.)CH | UK9 Platin · (9 Wo.)UK | US27 ×2Doppelplatin · (6 Wo.)US | R&B13 (7 Wo.)R&B | CA8 ×2Doppelplatin · (3 Wo.)CA | Erstveröffentlichung: 11. Januar 2019 Verkäufe: + 3.680.000; mit Gesaffelstein                                 |
| 2019 | Power Is Power For the Throne (O.S.T.)                                   | — | — | CH67 (2 Wo.)CH | UK45 (5 Wo.)UK | US90 Gold · (2 Wo.)US | R&B36 (4 Wo.)R&B | CA25 (1 Wo.)CA | Erstveröffentlichung: 19. April 2019 Verkäufe: + 500.000; mit SZA & Travis Scott                               |
| 2019 | Heartless After Hours                                                    | DE36 (3 Wo.)DE | AT44 (1 Wo.)AT | CH16 (6 Wo.)CH | UK10 Platin · (10 Wo.)UK | US1 ×3Dreifachplatin · (23 Wo.)US | R&B1 (23 Wo.)R&B | CA7 ×3Dreifachplatin · (4 Wo.)CA | Erstveröffentlichung: 27. November 2019 Verkäufe: + 4.650.000                                                  |
| 2019 | Blinding Lights After Hours                                              | DE1 ×3Dreifachplatin · (142 Wo.)DE | AT1 ×3Dreifachplatin · (122 Wo.)AT | CH1 (211 Wo.)CH | UK1 ×8Achtfachplatin · (147 Wo.)UK | US1 Diamant · (90 Wo.)US | R&B1 (66 Wo.)R&B | CA1 Diamant · (99 Wo.)CA | Erstveröffentlichung: 29. November 2019 Verkäufe: + 25.228.333                                                 |
| 2020 | In Your Eyes After Hours                                                 | DE68 Gold · (3 Wo.)DE | AT23 (4 Wo.)AT | CH12 (37 Wo.)CH | UK17 Platin · (14 Wo.)UK | US16 Platin · (15 Wo.)US | — | CA7 ×2Doppelplatin · (14 Wo.)CA | Erstveröffentlichung: 24. März 2020 Verkäufe: + 3.663.333                                                      |
| 2020 | Save Your Tears After Hours                                              | DE5 ×2Doppelplatin · (104 Wo.)DE | AT4 ×3Dreifachplatin · (94 Wo.)AT | CH3 (161 Wo.)CH | UK2 ×4Vierfachplatin · (110 Wo.)UK | US1 Diamant · (69 Wo.)US | — | CA1 Diamant · (56 Wo.)CA | Erstveröffentlichung: 9. August 2020 Verkäufe: + 19.373.333; Remix mit Ariana Grande                           |
| 2020 | Over Now –                                                               | DE92 (1 Wo.)DE | — | CH41 (2 Wo.)CH | UK33 (8 Wo.)UK | US38 (5 Wo.)US | — | CA19 (1 Wo.)CA | Erstveröffentlichung: 28. August 2020 Verkäufe: + 75.000; mit Calvin Harris                                    |
| 2020 | Hawái (Remix) –                                                          | DE62 (2 Wo.)DE | AT58 (2 Wo.)AT | CH— GoldCH | — | US12 ×2Doppeldiamant + Doppelplatin (Latin) · (21 Wo.)US                                                                                 | — | CA18 (2 Wo.)CA | Erstveröffentlichung: 6. November 2020 Verkäufe: + 1.575.000; mit Maluma                                       |
| 2021 | Take My Breath Dawn FM                                                   | DE18 Gold · (19 Wo.)DE | AT24 (14 Wo.)AT | CH10 (21 Wo.)CH | UK13 Platin · (22 Wo.)UK | US6 Platin · (20 Wo.)US | — | CA2 (20 Wo.)CA | Erstveröffentlichung: 6. August 2021 Verkäufe: + 2.853.333                                                     |
| 2022 | Out of Time Dawn FM                                                      | — | — | — | — | US32 Platin · (3 Wo.)US | R&B11 (18 Wo.)R&B | — | Erstveröffentlichung: 8. April 2022 Verkäufe: + 1.460.000                                                      |
| 2022 | Nothing Is Lost (You Give Me Strength) Avatar: The Way of Water (O.S.T.) | — | — | — | — | — | — | CA16 (1 Wo.)CA | Erstveröffentlichung: 16. Dezember 2022                                                                        |
| 2023 | Double Fantasy –                                                         | DE23 (2 Wo.)DE | AT22 (1 Wo.)AT | CH9 (3 Wo.)CH | UK14 (4 Wo.)UK | US18 (5 Wo.)US | R&B8 (6 Wo.)R&B | CA25 (1 Wo.)CA | Erstveröffentlichung: 21. April 2023 Verkäufe: + 75.000; feat. Future                                          |
| 2023 | Popular The Highlights (Deluxe)                                          | DE21 Gold · (34 Wo.)DE | AT16 (21 Wo.)AT | CH11 (37 Wo.)CH | UK10 Platin · (35 Wo.)UK | US43 Platin · (19 Wo.)US | R&B14 (25 Wo.)R&B | CA10 (1 Wo.)CA | Erstveröffentlichung: 2. Juni 2023 Verkäufe: + 2.940.000; feat. Playboi Carti & Madonna                        |
| 2023 | One of the Girls The Idol Episode 4 (Music from the HBO Original Series) | DE53 (11 Wo.)DE | AT68 (2 Wo.)AT | CH45 (10 Wo.)CH | UK21 Platin · (17 Wo.)UK | US51 Platin · (20 Wo.)US | R&B17 (22 Wo.)R&B | — | Erstveröffentlichung: 8. Dezember 2023 Verkäufe: + 3.015.000; feat. Jennie & Lily-Rose Depp                    |
| 2024 | Dancing in the Flames –                                                  | DE13 (27 Wo.)DE | AT25 (3 Wo.)AT | CH12 (3 Wo.)CH | UK12 Silber · (9 Wo.)UK | US14 (18 Wo.)US | — | CA— GoldCA | Erstveröffentlichung: 13. September 2024 Verkäufe: + 400.000                                                   |
| 2024 | Timeless Hurry Up Tomorrow                                               | DE8 (31 Wo.)DE | AT5 (27 Wo.)AT | CH2 Gold · (36 Wo.)CH | UK7 Platin · (31 Wo.)UK | US3 (41 Wo.)US | R&B1 (… Wo.)R&B | CA— ×2DoppelplatinCA | Erstveröffentlichung: 27. September 2024 Verkäufe: + 1.510.000; feat. Playboi Carti                            |
| 2024 | São Paulo Hurry Up Tomorrow                                              | DE16 (10 Wo.)DE | AT13 (9 Wo.)AT | CH2 (17 Wo.)CH | UK21 Silber · (8 Wo.)UK | US43 (3 Wo.)US | — | — | Erstveröffentlichung: 31. Oktober 2024 Verkäufe: + 572.500; feat. Anitta                                       |
| Folgende Lieder erschienen nicht als Single, wurden aber durch das Album zum Download und Streaming bereitgestellt und konnten somit eine Platzierung erlangen: |                                                                          | | | | | | | | |
| |                                                                          | | | | | | | | |
| 2015 | Where You Belong Fifty Shades of Grey (O.S.T.)                           | — | — | — | UK64 (3 Wo.)UK | US95 (1 Wo.)US | R&B31 (2 Wo.)R&B | — | Charteinstieg: 28. Februar 2015                                                                                |
| 2015 | Tell Your Friends Beauty Behind the Madness                              | — | — | — | UK74 Silber · (2 Wo.)UK | US54 Platin · (3 Wo.)US | R&B19 (12 Wo.)R&B | CA— GoldCA | Videoauskopplung: 24. August 2015 Charteinstieg: 10. September 2015 Verkäufe: + 1.240.000                      |
| 2015 | Angel Beauty Behind the Madness                                          | — | — | — | — | — | R&B38 (3 Wo.)R&B | CA— GoldCA | Charteinstieg: 10. September 2015 Verkäufe: + 40.000                                                           |
| 2015 | As You Are Beauty Behind the Madness                                     | — | — | — | — | — | R&B42 (1 Wo.)R&B | CA— GoldCA | Charteinstieg: 10. September 2015 Verkäufe: + 40.000                                                           |
| 2015 | Real Life Beauty Behind the Madness                                      | — | — | — | UK72 (2 Wo.)UK | US62 (2 Wo.)US | R&B23 (5 Wo.)R&B | CA— GoldCA | Charteinstieg: 10. September 2015 Verkäufe: + 75.000                                                           |
| 2015 | Prisoner Beauty Behind the Madness                                       | — | — | — | UK78 (1 Wo.)UK | US47 Platin · (3 Wo.)US | R&B16 (4 Wo.)R&B | CA22 Gold · (1 Wo.)CA | Charteinstieg: 19. September 2015 Verkäufe: + 1.075.000; feat. Lana Del Rey                                    |
| 2015 | Losers Beauty Behind the Madness                                         | — | — | — | UK91 (1 Wo.)UK | US85 (1 Wo.)US | R&B31 (3 Wo.)R&B | — | Charteinstieg: 19. September 2015 feat. Labrinth                                                               |
| 2015 | Dark Times Beauty Behind the Madness                                     | — | — | — | UK92 Silber · (2 Wo.)UK | US91 Platin · (3 Wo.)US | R&B33 (6 Wo.)R&B | CA— GoldCA | Charteinstieg: 19. September 2015 Verkäufe: + 1.315.000; feat. Ed Sheeran                                      |
| 2015 | Shameless Beauty Behind the Madness                                      | — | — | — | — | US79 Platin · (2 Wo.)US | R&B27 (3 Wo.)R&B | CA— GoldCA | Charteinstieg: 19. September 2015 Verkäufe: + 1.075.000                                                        |
| 2016 | Sidewalks Starboy                                                        | DE89 (1 Wo.)DE | AT67 (1 Wo.)AT | — | UK30 Silber · (2 Wo.)UK | US27 Platin · (4 Wo.)US | R&B12 (5 Wo.)R&B | CA21 Platin · (1 Wo.)CA | Charteinstieg: 2. Dezember 2016 Verkäufe: + 1.390.000; feat. Kendrick Lamar                                    |
| 2016 | Six Feet Under Starboy                                                   | DE98 (1 Wo.)DE | — | — | UK43 Silber · (2 Wo.)UK | US34 Platin · (4 Wo.)US | R&B15 (7 Wo.)R&B | CA— PlatinCA | Charteinstieg: 2. Dezember 2016 Verkäufe: + 1.325.000                                                          |
| 2016 | Secrets Starboy                                                          | — | — | — | UK47 Silber · (2 Wo.)UK | US47 Platin · (2 Wo.)US | R&B22 (3 Wo.)R&B | CA30 Platin · (1 Wo.)CA | Charteinstieg: 8. Dezember 2016 Videoauskopplung: 11. Juni 2017 Verkäufe: + 1.340.000; Original: The Romantics |
| 2016 | A Lonely Night Starboy                                                   | — | — | — | UK53 Silber · (1 Wo.)UK | US69 (1 Wo.)US | R&B37 (2 Wo.)R&B | CA— GoldCA | Charteinstieg: 8. Dezember 2016 Verkäufe: + 240.000                                                            |
| 2016 | True Colors Starboy                                                      | — | — | — | UK55 Silber · (1 Wo.)UK | US48 Platin · (2 Wo.)US | R&B23 (3 Wo.)R&B | CA— PlatinCA | Charteinstieg: 8. Dezember 2016 Verkäufe: + 1.310.000                                                          |
| 2016 | Love to Lay Starboy                                                      | — | — | — | UK68 (1 Wo.)UK | US71 (1 Wo.)US | R&B39 (2 Wo.)R&B | CA— GoldCA | Charteinstieg: 8. Dezember 2016 Verkäufe: + 75.000                                                             |
| 2016 | Stargirl Interlude Starboy                                               | — | — | — | UK73 Platin · (1 Wo.)UK | US61 (1 Wo.)US | R&B32 (2 Wo.)R&B | CA— GoldCA | Charteinstieg: 8. Dezember 2016 Verkäufe: + 1.200.000; feat. Lana Del Rey                                      |
| 2016 | All I Know Starboy                                                       | — | — | — | UK76 (1 Wo.)UK | US46 (2 Wo.)US | R&B21 (2 Wo.)R&B | CA— GoldCA | Charteinstieg: 17. Dezember 2016 Verkäufe: + 75.000; feat. Future                                              |
| 2016 | Attention Starboy                                                        | — | — | — | UK78 (1 Wo.)UK | US67 (2 Wo.)US | R&B35 (2 Wo.)R&B | CA— GoldCA | Charteinstieg: 17. Dezember 2016 Verkäufe: + 75.000                                                            |
| 2016 | Ordinary Life Starboy                                                    | — | — | — | UK79 (1 Wo.)UK | US72 (2 Wo.)US | R&B40 (2 Wo.)R&B | CA— GoldCA | Charteinstieg: 17. Dezember 2016 Verkäufe: + 40.000                                                            |
| 2016 | Nothing Without You Starboy                                              | — | — | — | UK81 (1 Wo.)UK | US68 (1 Wo.)US | R&B36 (2 Wo.)R&B | CA— GoldCA | Charteinstieg: 17. Dezember 2016 Verkäufe: + 75.000                                                            |
| 2018 | Try Me My Dear Melancholy,                                               | DE52 (1 Wo.)DE | AT49 (1 Wo.)AT | CH27 (2 Wo.)CH | UK17 Silber · (2 Wo.)UK | US26 Platin · (2 Wo.)US | R&B16 (2 Wo.)R&B | CA— GoldCA | Charteinstieg: 6. April 2018 Verkäufe: + 1.350.000                                                             |
| 2018 | Wasted Times My Dear Melancholy,                                         | DE79 (1 Wo.)DE | AT66 (1 Wo.)AT | CH42 (2 Wo.)CH | UK18 Silber · (5 Wo.)UK | US27 Platin · (3 Wo.)US | R&B17 (3 Wo.)R&B | CA— PlatinCA | Charteinstieg: 6. April 2018 Verkäufe: + 1.395.000                                                             |
| 2018 | Hurt You My Dear Melancholy,                                             | DE85 (1 Wo.)DE | — | — | UK— SilberUK | US43 Platin · (1 Wo.)US | R&B23 (1 Wo.)R&B | CA— GoldCA | Charteinstieg: 6. April 2018 Verkäufe: + 1.450.000; feat. Gesaffelstein                                        |
| 2018 | I Was Never There My Dear Melancholy,                                    | DE91 (1 Wo.)DE | — | CH94 (3 Wo.)CH | UK— GoldUK | US35 Platin · (1 Wo.)US | R&B20 (1 Wo.)R&B | CA— GoldCA | Charteinstieg: 6. April 2018 Verkäufe: + 2.185.000; feat. Gesaffelstein                                        |
| 2018 | Privilege My Dear Melancholy,                                            | — | — | — | — | US52 (1 Wo.)US | R&B27 (1 Wo.)R&B | CA— GoldCA | Charteinstieg: 14. April 2018 Verkäufe: + 95.000                                                               |
| 2020 | Alone Again After Hours                                                  | — | — | — | — | US21 (1 Wo.)US | R&B10 (2 Wo.)R&B | — | Charteinstieg: 4. April 2020 Verkäufe: + 35.000                                                                |
| 2020 | Scared to Live After Hours                                               | — | — | — | — | US24 (1 Wo.)US | R&B12 (2 Wo.)R&B | — | Charteinstieg: 4. April 2020 Verkäufe: + 55.000                                                                |
| 2020 | Hardest to Love After Hours                                              | — | — | — | — | US25 (1 Wo.)US | — | — | Charteinstieg: 4. April 2020 Verkäufe: + 55.000                                                                |
| 2020 | Too Late After Hours                                                     | — | — | — | — | US28 (1 Wo.)US | R&B13 (1 Wo.)R&B | — | Charteinstieg: 4. April 2020 Verkäufe: + 55.000; Videoauskopplung: 22. Oktober 2020                            |
| 2020 | Snowchild After Hours                                                    | — | — | — | — | US32 (1 Wo.)US | R&B16 (1 Wo.)R&B | — | Charteinstieg: 4. April 2020 Verkäufe: + 55.000; Videoauskopplung: 22. Juli 2020                               |
| 2020 | Escape from LA After Hours                                               | — | — | — | — | US39 (1 Wo.)US | R&B21 (1 Wo.)R&B | — | Charteinstieg: 4. April 2020 Verkäufe: + 55.000                                                                |
| 2020 | Faith After Hours                                                        | — | — | — | — | US45 (1 Wo.)US | R&B24 (1 Wo.)R&B | — | Charteinstieg: 4. April 2020 Verkäufe: + 55.000                                                                |
| 2020 | Repeat After Me (Interlude) After Hours                                  | — | — | — | — | US69 (1 Wo.)US | R&B32 (1 Wo.)R&B | — | Charteinstieg: 4. April 2020                                                                                   |
| 2020 | Until I Bleed Out After Hours                                            | — | — | — | — | US80 (1 Wo.)US | R&B40 (1 Wo.)R&B | — | Charteinstieg: 4. April 2020 Videoauskopplung: 7. April 2020                                                   |
| 2022 | Sacrifice Dawn FM                                                        | DE27 (6 Wo.)DE | AT27 (3 Wo.)AT | CH13 (6 Wo.)CH | UK10 Silber · (9 Wo.)UK | US11 (10 Wo.)US | R&B3 (10 Wo.)R&B | CA22 (1 Wo.)CA | Videoauskopplung: 7. Januar 2022 Charteinstieg: 14. Januar 2022 Verkäufe: + 983.333                            |
| 2022 | Gasoline Dawn FM                                                         | — | — | — | — | US29 (2 Wo.)US | — | — | Charteinstieg: 22. Januar 2022 Verkäufe: + 20.000                                                              |
| 2022 | Is There Someone Else? Dawn FM                                           | — | — | — | UK45 Silber · (1 Wo.)UK | US31 (2 Wo.)US | R&B10 (4 Wo.)R&B | — | Charteinstieg: 22. Januar 2022 Verkäufe: + 665.000                                                             |
| 2022 | Here We Go… Again Dawn FM                                                | — | — | — | — | US52 (1 Wo.)US | R&B19 (1 Wo.)R&B | — | Charteinstieg: 22. Januar 2022 feat. Tyler, the Creator                                                        |
| 2022 | Less Than Zero Dawn FM                                                   | — | — | — | UK— SilberUK | US53 (2 Wo.)US | — | CA21 (1 Wo.)CA | Charteinstieg: 22. Januar 2022 Verkäufe: + 370.000                                                             |
| 2022 | I Heard You’re Married Dawn FM                                           | — | — | — | — | US62 (1 Wo.)US | R&B25 (1 Wo.)R&B | — | Charteinstieg: 22. Januar 2022 feat. Lil Wayne                                                                 |
| 2022 | Don’t Break My Heart Dawn FM                                             | — | — | — | — | US85 (1 Wo.)US | R&B34 (1 Wo.)R&B | — | Charteinstieg: 22. Januar 2022                                                                                 |
| 2022 | Every Angel Is Terrifying Dawn FM                                        | — | — | — | — | US93 (1 Wo.)US | — | — | Charteinstieg: 22. Januar 2022                                                                                 |
| 2025 | Cry for Me Hurry Up Tomorrow                                             | DE68 (1 Wo.)DE | AT24 (2 Wo.)AT | CH11 (6 Wo.)CH | UK8 (9 Wo.)UK | US12 (… Wo.)US | R&B4 (… Wo.)R&B | — | Charteinstieg: 9. Februar 2025 Verkäufe: + 130.000                                                             |
| 2025 | Baptized in Fear Hurry Up Tomorrow                                       | — | — | — | — | US46 (2 Wo.)US | R&B12 (2 Wo.)R&B | — | Charteinstieg: 15. Februar 2025                                                                                |
| 2025 | Reflections Laughing Hurry Up Tomorrow                                   | — | — | — | — | US53 (1 Wo.)US | — | — | Charteinstieg: 15. Februar 2025 feat. Travis Scott & Florence & the Machine                                    |
| 2025 | Niagara Falls Hurry Up Tomorrow                                          | — | — | — | — | US65 (1 Wo.)US | R&B18 (2 Wo.)R&B | — | Charteinstieg: 15. Februar 2025                                                                                |
| 2025 | The Abyss Hurry Up Tomorrow                                              | — | — | — | — | US68 (1 Wo.)US | — | — | Charteinstieg: 15. Februar 2025 Verkäufe: + 10.000; feat. Lana Del Rey                                         |
| 2025 | Take Me Back to LA Hurry Up Tomorrow                                     | — | — | — | — | US69 (1 Wo.)US | — | — | Charteinstieg: 15. Februar 2025                                                                                |
| 2025 | Given Up on Me Hurry Up Tomorrow                                         | — | — | — | — | US71 (1 Wo.)US | R&B19 (1 Wo.)R&B | — | Charteinstieg: 15. Februar 2025                                                                                |
| 2025 | Opening Night Hurry Up Tomorrow                                          | — | — | — | — | US74 (1 Wo.)US | — | — | Charteinstieg: 15. Februar 2025                                                                                |
| 2025 | I Can’t Wait to Get There Hurry Up Tomorrow                              | — | — | — | — | US82 (1 Wo.)US | R&B23 (1 Wo.)R&B | — | Charteinstieg: 15. Februar 2025                                                                                |
| 2025 | Drive Hurry Up Tomorrow                                                  | — | — | — | — | — | R&B33 (1 Wo.)R&B | — | Charteinstieg: 15. Februar 2025                                                                                |
| 2025 | Red Terror Hurry Up Tomorrow                                             | — | — | — | — | — | R&B34 (1 Wo.)R&B | — | Charteinstieg: 15. Februar 2025                                                                                |
| 2025 | Without a Warning Hurry Up Tomorrow                                      | — | — | — | — | — | R&B38 (1 Wo.)R&B | — | Charteinstieg: 15. Februar 2025                                                                                |

### Als Gastmusiker
| Jahr | Titel Album                                                  | Höchstplatzierung, Gesamtwochen, AuszeichnungChartplatzierungen (Jahr, Titel, Album, Platzierungen, Wochen, Auszeichnungen, Anmerkungen) | Höchstplatzierung, Gesamtwochen, AuszeichnungChartplatzierungen (Jahr, Titel, Album, Platzierungen, Wochen, Auszeichnungen, Anmerkungen) | Höchstplatzierung, Gesamtwochen, AuszeichnungChartplatzierungen (Jahr, Titel, Album, Platzierungen, Wochen, Auszeichnungen, Anmerkungen) | Höchstplatzierung, Gesamtwochen, AuszeichnungChartplatzierungen (Jahr, Titel, Album, Platzierungen, Wochen, Auszeichnungen, Anmerkungen) | Höchstplatzierung, Gesamtwochen, AuszeichnungChartplatzierungen (Jahr, Titel, Album, Platzierungen, Wochen, Auszeichnungen, Anmerkungen) | Höchstplatzierung, Gesamtwochen, AuszeichnungChartplatzierungen (Jahr, Titel, Album, Platzierungen, Wochen, Auszeichnungen, Anmerkungen) | Höchstplatzierung, Gesamtwochen, AuszeichnungChartplatzierungen (Jahr, Titel, Album, Platzierungen, Wochen, Auszeichnungen, Anmerkungen) | Anmerkungen |
| Jahr | Titel Album                                                  | DE | AT | CH | UK | US | R&B | CA | Anmerkungen |
| --- | ------------------------------------------------------------ | --- | --- | --- | --- | --- | --- | --- | --- |
| 2012 | Crew Love Take Care                                          | — | — | — | UK37 Platin · (6 Wo.)UK | US80 Platin · (20 Wo.)US | R&B9 (44 Wo.)R&B | — | Erstveröffentlichung: 30. Juli 2012 Verkäufe: + 1.670.000; Drake feat. The Weeknd |
| 2012 | Remember You O.N.I.F.C.                                      | — | — | — | — | US63 Platin · (16 Wo.)US | R&B15 (20 Wo.)R&B | — | Erstveröffentlichung: 24. September 2012 Verkäufe: + 1.000.000; Wiz Khalifa feat. The Weeknd |
| 2013 | One of Those Nights Stay Trippy                              | — | — | — | — | — | — | — | Erstveröffentlichung: 11. März 2013 Juicy J feat. The Weeknd |
| 2013 | Odd Look (Remix) Kiss Land (iTunes Version) • Odd Look EP    | — | — | — | — | — | — | — | Erstveröffentlichung: 5. August 2013 Kavinsky feat. The Weeknd |
| 2013 | Elastic Heart Die Tribute von Panem – Catching Fire (O.S.T.) | — | — | CH12 (31 Wo.)CH | UK61 (2 Wo.)UK | — | — | — | Erstveröffentlichung: 1. Oktober 2013 Verkäufe: + 180.000; Sia feat. Diplo & The Weeknd |
| 2014 | Love Me Harder My Everything                                 | DE35 Gold · (21 Wo.)DE | AT29 Gold · (11 Wo.)AT | CH40 (21 Wo.)CH | UK48 Gold · (17 Wo.)UK | US7 ×5Fünffachplatin · (22 Wo.)US | — | CA8 ×4Vierfachplatin · (14 Wo.)CA | Erstveröffentlichung: 30. September 2014 Verkäufe: + 7.120.000; Ariana Grande feat. The Weeknd |
| 2015 | Drinks on Us Ransom                                          | — | — | — | — | US— GoldUS | — | — | Erstveröffentlichung: 6. März 2015 Verkäufe: + 500.000; Mike Will Made It feat. Swae Lee, Future & The Weeknd                                                                                               |
| 2015 | Might Not Up for Days                                        | — | — | — | — | US68 Platin · (17 Wo.)US | R&B21 (20 Wo.)R&B | CA29 ×3Dreifachplatin · (12 Wo.)CA | Erstveröffentlichung: 18. Dezember 2015 Verkäufe: + 1.240.000, Belly feat. The Weeknd |
| 2015 | Wonderful Birds in the Trap Sing McKnight                    | — | — | — | UK— SilberUK | US— PlatinUS | — | — | Erstveröffentlichung: 31. Dezember 2015 Verkäufe: + 1.315.000; Travis Scott feat. The Weeknd |
| 2016 | Nocturnal Caracal                                            | — | — | — | — | — | — | — | Erstveröffentlichung: 16. Februar 2016 Disclosure feat. The Weeknd |
| 2016 | Low Life EVOL                                                | DE— GoldDE | — | CH72 (1 Wo.)CH | UK— PlatinUK | US18 ×8Achtfachplatin · (35 Wo.)US | R&B6 (26 Wo.)R&B | CA19 ×6Sechsfachplatin · (1 Wo.)CA | Radioauskopplung: 1. März 2016 Erstveröffentlichung: 4. April 2016 Verkäufe: + 9.726.666; Future feat. The Weeknd                                                                                           |
| 2016 | Wild Love 9                                                  | — | — | — | — | — | — | — | Erstveröffentlichung: 26. August 2016 Cashmere Cat feat. The Weeknd & Francis and the Lights |
| 2017 | Some Way Nav                                                 | — | — | — | UK— SilberUK | US— ×2DoppelplatinUS | R&B38 (4 Wo.)R&B | CA— ×2DoppelplatinCA | Erstveröffentlichung: 16. Februar 2017 Verkäufe: + 2.360.000; Nav feat. The Weeknd |
| 2017 | Lust for Life                                                | DE65 (1 Wo.)DE | AT51 (1 Wo.)AT | CH48 (3 Wo.)CH | UK38 Silber · (4 Wo.)UK | US64 Platin · (1 Wo.)US | — | CA18 (2 Wo.)CA | Erstveröffentlichung: 19. April 2017 Verkäufe: + 1.473.000; Lana Del Rey feat. The Weeknd |
| 2017 | A Lie Jungle Rules                                           | — | — | CH80 (1 Wo.)CH | UK51 (3 Wo.)UK | US75 (1 Wo.)US | R&B31 (1 Wo.)R&B | CA— PlatinCA | Erstveröffentlichung: 15. August 2017 Verkäufe: + 80.000 French Montana feat. The Weeknd & Max B |
| 2018 | What You Want –                                              | — | — | — | — | — | — | CA23 Platin · (1 Wo.)CA | Erstveröffentlichung: 24. Mai 2018 Verkäufe: + 80.000; Belly feat. The Weeknd |
| 2019 | Wake Up Astroworld                                           | — | — | — | UK— SilberUK | US30 ×2Doppelplatin · (7 Wo.)US | — | CA— ×2DoppelplatinCA | Erstveröffentlichung: 26. März 2019 Verkäufe: + 2.540.000; Travis Scott feat. The Weeknd |
| 2020 | Smile Legends Never Die                                      | DE57 (3 Wo.)DE | AT39 (3 Wo.)AT | CH42 (4 Wo.)CH | UK23 Silber · (9 Wo.)UK | US8 Platin · (10 Wo.)US | R&B5 (16 Wo.)R&B | CA14 (1 Wo.)CA | Erstveröffentlichung: 7. August 2020 Verkäufe: + 1.245.000; Juice Wrld feat. The Weeknd |
| 2021 | You Right Planet Her                                         | DE54 (2 Wo.)DE | AT53 (1 Wo.)AT | CH38 (3 Wo.)CH | UK9 Gold · (11 Wo.)UK | US11 ×2Doppelplatin · (43 Wo.)US | R&B2 (28 Wo.)R&B | CA34 Platin · (1 Wo.)CA | Erstveröffentlichung: 25. Juni 2021 Verkäufe: + 3.370.000; Doja Cat feat. The Weeknd |
| 2021 | Better Believe See You Next Wednesday                        | DE— dDE | — | CH99 (1 Wo.)CH | — | US88 (1 Wo.)US | R&B31 (1 Wo.)R&B | — | Erstveröffentlichung: 22. Juli 2021 Belly feat. The Weeknd & Young Thug |
| 2021 | Hurricane Donda                                              | DE37 (3 Wo.)DE | AT23 (3 Wo.)AT | CH9 (5 Wo.)CH | UK7 Silber · (9 Wo.)UK | US6 ×2Doppelplatin · (11 Wo.)US | R&B1 (17 Wo.)R&B | CA— PlatinCA | Erstveröffentlichung: 27. August 2021 Verkäufe: + 2.365.000 Kanye West feat. The Weeknd & Lil Baby |
| 2021 | Moth to a Flame Paradise Again                               | DE14 Gold · (26 Wo.)DE | AT19 (4 Wo.)AT | CH10 (37 Wo.)CH | UK15 Platin · (13 Wo.)UK | US27 Platin · (8 Wo.)US | — | CA9 (11 Wo.)CA | Erstveröffentlichung: 22. Oktober 2021 Verkäufe: + 3.168.333 Swedish House Mafia feat. The Weeknd |
| 2021 | One Right Now Twelve Carat Toothache                         | DE45 (3 Wo.)DE | AT34 (2 Wo.)AT | CH20 (8 Wo.)CH | UK20 Gold · (12 Wo.)UK | US6 (27 Wo.)US | — | CA5 ×3Dreifachplatin · (7 Wo.)CA | Erstveröffentlichung: 5. November 2021 Verkäufe: + 1.355.000 Post Malone feat. The Weeknd |
| 2021 | La fama Motomami                                             | DE— eDE | — | CH15 Platin · (38 Wo.)CH | — | US94 Platin · (1 Wo.)US | — | CA— GoldCA | Erstveröffentlichung: 11. November 2021 Verkäufe: + 2.148.333; Rosalía feat. The Weeknd |
| 2021 | Tears in the Club Caprisongs                                 | — | — | — | — | — | — | — | Erstveröffentlichung: 16. Dezember 2021 FKA Twigs feat. The Weeknd |
| 2021 | Poison –                                                     | — | — | — | — | — | — | — | Erstveröffentlichung: 17. Dezember 2021 Aaliyah feat. The Weeknd |
| 2023 | Creepin’ Heroes & Villains                                   | DE10 Gold · (37 Wo.)DE | AT13 (26 Wo.)AT | CH6 Platin · (49 Wo.)CH | UK7 Platin · (27 Wo.)UK | US3 ×2Doppelplatin · (47 Wo.)US | R&B1 (34 Wo.)R&B | CA17 ×4Vierfachplatin · (18 Wo.)CA | Erstveröffentlichung: 17. März 2023 (Remix) Verkäufe: + 4.473.333; Metro Boomin feat. 21 Savage & The Weeknd; Remix zusätzlich mit Diddy; Original: Mario Winans feat. P. Diddy & Enya – I Don’t Wanna Know |
| 2023 | K-pop Utopia                                                 | DE22 (3 Wo.)DE | AT27 (1 Wo.)AT | CH3 Gold · (2 Wo.)CH | UK24 (1 Wo.)UK | US7 Platin · (8 Wo.)US | R&B2 (9 Wo.)R&B | — | Erstveröffentlichung: 21. Juli 2023 Verkäufe: + 1.405.000; Travis Scott feat. Bad Bunny & The Weeknd |
| 2023 | Another One of Me The Love Album: Off the Grid               | — | — | — | UK98 (1 Wo.)UK | US87 (1 Wo.)US | R&B34 (1 Wo.)R&B | — | Erstveröffentlichung: 15. September 2023 Diddy feat. 21 Savage, French Montana & The Weeknd |
| Folgende Lieder erschienen nicht als Single, wurden aber durch das Album zum Download und Streaming bereitgestellt und konnten somit eine Platzierung erlangen: |                                                              | | | | | | | | |
| |                                                              | | | | | | | | |
| 2014 | In Vein Mastermind                                           | — | — | — | — | — | R&B47 (1 Wo.)R&B | — | Charteinstieg: 3. März 2014 Rick Ross feat. The Weeknd |
| 2015 | Pullin’ Up Dreams Worth More Than Money                      | — | — | — | — | — | R&B31 (3 Wo.)R&B | — | Charteinstieg: 29. Juni 2015 Meek Mill feat. The Weeknd |
| 2016 | FML The Life of Pablo                                        | — | — | — | UK84 Silber · (1 Wo.)UK | US84 Platin · (1 Wo.)US | — | — | Charteinstieg: 23. April 2016 Verkäufe: + 1.245.000; Kanye West feat. The Weeknd |
| 2016 | 6 Inch Lemonade                                              | DE71 (1 Wo.)DE | — | — | UK35 (2 Wo.)UK | US18 Platin · (3 Wo.)US | R&B10 (4 Wo.)R&B | CA7 (3 Wo.)CA | Charteinstieg: 29. April 2016 Verkäufe: + 1.105.000; Beyoncé feat. The Weeknd |
| 2017 | Comin’ Out Strong HNDRXX                                     | — | — | CH76 (1 Wo.)CH | UK83 (1 Wo.)UK | US48 Platin · (3 Wo.)US | R&B19 (3 Wo.)R&B | CA20 Platin · (1 Wo.)CA | Charteinstieg: 5. März 2017 Verkäufe: + 1.080.000; Future feat. The Weeknd |
| 2017 | Unfazed Luv Is Rage 2                                        | — | — | — | — | US84 Platin · (1 Wo.)US | R&B42 (1 Wo.)R&B | — | Charteinstieg: 16. September 2017 Verkäufe: + 1.000.000; Lil Uzi Vert feat. The Weeknd |
| 2018 | Thought I Knew You Queen                                     | — | — | — | — | US98 (1 Wo.)US | R&B49 (1 Wo.)R&B | CA18 (1 Wo.)CA | Charteinstieg: 25. August 2018 Nicki Minaj feat. The Weeknd |
| 2019 | Price on My Head Bad Habits                                  | — | — | — | — | US72 (1 Wo.)US | R&B29 (1 Wo.)R&B | CA48 Platin · (1 Wo.)CA | Videoauskopplung: 27. März 2019 Charteinstieg: 6. April 2019 Verkäufe: + 80.000; Nav feat. The Weeknd |
| 2020 | Off the Table Positions                                      | — | — | — | — | US35 (2 Wo.)US | — | — | Charteinstieg: 14. November 2020 Verkäufe: + 40.000; Ariana Grande feat. The Weeknd |
| 2023 | Circus Maximus Utopia                                        | — | — | — | — | US36 (1 Wo.)US | R&B19 (2 Wo.)R&B | — | Charteinstieg: 12. August 2023 Verkäufe: + 60.000; Travis Scott feat. The Weeknd & Swae Lee |
| 2024 | Young Metro We Don’t Trust You                               | — | — | — | — | US9 (4 Wo.)US | R&B6 (7 Wo.)R&B | CA— GoldCA | Charteinstieg: 6. April 2024 Verkäufe: + 40.000; Future & Metro Boomin feat. The Weeknd |
| 2024 | We Still Don’t Trust You                                     | DE— fDE | — | CH57 (2 Wo.)CH | UK49 (2 Wo.)UK | US22 (2 Wo.)US | — | CA— GoldCA | Charteinstieg: 21. April 2024 Verkäufe: + 40.000; Future & Metro Boomin feat. The Weeknd |
| 2024 | All to Myself We Still Don’t Trust You                       | — | — | — | — | US67 (1 Wo.)US | R&B28 (1 Wo.)R&B | — | Charteinstieg: 27. April 2024 Future & Metro Boomin feat. The Weeknd |
| 2025 | Rather Lie Music                                             | — | AT12 (2 Wo.)AT | CH8 (3 Wo.)CH | UK10 (5 Wo.)UK | US4 (… Wo.)US | — | — | Charteinstieg: 23. März 2025 Playboi Carti feat. The Weeknd |

## Musikvideos
| Jahr | Titel                                  | Regie                                                                 |
| ---- | -------------------------------------- | --------------------------------------------------------------------- |
| 2011 | High for This                          | Jeff Reyes                                                            |
| 2012 | The Knowing                            | Mikael Colombu                                                        |
| 2012 | Rolling Stone                          | The Weeknd                                                            |
| 2012 | Wicked Games                           | The Weeknd                                                            |
| 2012 | The Zone                               | The Weeknd                                                            |
| 2012 | Remeber You                            | Ryan Hope                                                             |
| 2013 | Twenty Eight                           | Nabil Elderkin                                                        |
| 2013 | One of Those Nights                    | Sam Pilling                                                           |
| 2013 | Kiss Land                              | Andrew Baird                                                          |
| 2013 | Belong to the World                    | Anthony Mandler                                                       |
| 2013 | Live For                               | Sam Pilling                                                           |
| 2013 | Pretty                                 | Sam Pilling                                                           |
| 2014 | Often                                  | Sam Pilling                                                           |
| 2014 | King of the Fall                       | Glenn Michael                                                         |
| 2014 | Love Me Harder                         | Hannah Lux Davis                                                      |
| 2014 | Or Nah (Remix)                         | Ryan Patrick                                                          |
| 2015 | Earned It                              | Sam Taylor-Johnson                                                    |
| 2015 | The Hills                              | Grant Singer                                                          |
| 2015 | Can’t Feel My Face                     | Grant Singer (Original, 2015) Ricky Saiz (Alternate-Version, 2021)    |
| 2015 | Tell Your Friends                      | Grant Singer                                                          |
| 2015 | The Hills (Remix)                      | Nabil Elderkin                                                        |
| 2015 | In the Night                           | Brthr                                                                 |
| 2015 | Might Not                              | Belly, Shomi Patwary                                                  |
| 2016 | Low Life                               | Gil Green                                                             |
| 2016 | Starboy                                | Grant Singer                                                          |
| 2016 | False Alarm                            | Ilja Naischuller                                                      |
| 2017 | Party Monster                          | Brthr (Originalversion) David M. Helman (GQ-Version)                  |
| 2017 | Reminder                               | Glenn Michael                                                         |
| 2017 | Some Way                               | R.J. Sanchez                                                          |
| 2017 | I Feel It Coming                       | Warren Fu                                                             |
| 2017 | Lust for Life                          | Rich Lee                                                              |
| 2017 | Secrets                                | Pedro Martin-Calero                                                   |
| 2017 | Curve                                  | David M. Helman                                                       |
| 2017 | A Lie                                  | French Montana, Spiff TV                                              |
| 2018 | Call Out My Name                       | Grant Singer                                                          |
| 2019 | Lost in the Fire                       | Manu Cossu                                                            |
| 2019 | Price on My Head                       | Kid                                                                   |
| 2019 | Power Is Power                         | Anthony Mandler                                                       |
| 2019 | Heartless                              | Anton Tammi                                                           |
| 2019 | Blinding Lights                        | Anton Tammi (Singleversion, 2019) Dylan Coughran (Remixversion, 2020) |
| 2020 | In Your Eyes                           | Anton Tammi                                                           |
| 2020 | Until I Bleed Out                      | Anton Tammi                                                           |
| 2020 | Snowchild                              | Arthell Isom                                                          |
| 2020 | Too Late                               | R.J. Sanchez                                                          |
| 2020 | Hawái (Remix)                          | Jessy Terrero                                                         |
| 2021 | Save Your Tears                        | R.J. Sanchez (Singleversion) Jack Brown (Remixversion)                |
| 2021 | You Right                              | Quentin Deronzier                                                     |
| 2021 | Better Believe                         | Christian Breslauer                                                   |
| 2021 | Take My Breath                         | Pasqual Gutierrez, R.J. Sanchez                                       |
| 2021 | Die for It                             | James Larese                                                          |
| 2021 | Moth to a Flame                        | Alexander Wessely                                                     |
| 2021 | One Right Now                          | Tanu Muino                                                            |
| 2021 | La fama                                | Director X                                                            |
| 2021 | Die for You                            | Christian Breslauer                                                   |
| 2021 | Tears in the Club                      | Amber Grace Johnson                                                   |
| 2021 | Echoes of Silence                      | Kurando Furuya                                                        |
| 2022 | Sacrifice (2 Versionen)                | Pasqual Gutierrez, R.J. Sanchez                                       |
| 2022 | Gasoline                               | Matilda Finn                                                          |
| 2022 | Out of Time                            | Pasqual Gutierrez, R.J. Sanchez                                       |
| 2022 | How Do I Make You Love Me?             | Jocelyn Charles                                                       |
| 2023 | Is There Someone Else?                 | Pasqual Gutierrez, R.J. Sanchez                                       |
| 2023 | Nothing Is Lost (You Give Me Strength) | Quentin Deronzier                                                     |
| 2023 | Creepin’ (Remix)                       | Christian Breslauer                                                   |
| 2023 | Double Fantasy                         | Sam Levinson, Amy Seimetz                                             |
| 2023 | Another One of Me                      | Travis Scott                                                          |
| 2023 | K-pop                                  | James Larese                                                          |
| 2024 | Popular                                | Pasqual Gutierrez, R.J. Sanchez                                       |
| 2024 | Young Metro                            | Hidji, Omar Jones                                                     |
| 2024 | We Still Don’t Trust You               | Hidji, Omar Jones                                                     |

## Autorenbeteiligungen
Liste der Autorenbeteiligungen von The Weeknd
The Weeknd schreibt die meisten seiner Lieder selbst. Die folgende Liste beinhaltet Lieder die von The Weeknd geschrieben, aber nicht selbst interpretiert wurden. Coverversionen sind aufgrund der Übersichtlichkeit ausgenommen.
| Jahr | Titel Album                           | Anmerkungen                                                           |
| ---- | ------------------------------------- | --------------------------------------------------------------------- |
| 2011 | Practice Take Care                    | Erstveröffentlichung: 14. November 2011 Interpret: Drake              |
| 2011 | Shot for Me Take Care                 | Erstveröffentlichung: 14. November 2011 Interpret: Drake              |
| 2011 | The Ride Take Care                    | Erstveröffentlichung: 14. November 2011 Interpret: Drake              |
| 2013 | Smokin’ Rollin’ Stay Trippy           | Erstveröffentlichung: 27. August 2013 Interpret: Juicy J feat. Pimp C |
| 2016 | Woo Anti                              | Erstveröffentlichung: 27. Januar 2016 Interpret: Rihanna              |
| 2017 | Eyes Closed Hopeless Fountain Kingdom | Erstveröffentlichung: 2. Juni 2017 Interpret: Halsey                  |

The Weeknd als Autor in den Charts

| Jahr | Titel Interpretation | Höchstplatzierung, Gesamtwochen, AuszeichnungChartplatzierungen (Jahr, Titel, Interpretation, Platzierungen, Wochen, Auszeichnungen, Anmerkungen) | Höchstplatzierung, Gesamtwochen, AuszeichnungChartplatzierungen (Jahr, Titel, Interpretation, Platzierungen, Wochen, Auszeichnungen, Anmerkungen) | Höchstplatzierung, Gesamtwochen, AuszeichnungChartplatzierungen (Jahr, Titel, Interpretation, Platzierungen, Wochen, Auszeichnungen, Anmerkungen) | Höchstplatzierung, Gesamtwochen, AuszeichnungChartplatzierungen (Jahr, Titel, Interpretation, Platzierungen, Wochen, Auszeichnungen, Anmerkungen) | Höchstplatzierung, Gesamtwochen, AuszeichnungChartplatzierungen (Jahr, Titel, Interpretation, Platzierungen, Wochen, Auszeichnungen, Anmerkungen) | Höchstplatzierung, Gesamtwochen, AuszeichnungChartplatzierungen (Jahr, Titel, Interpretation, Platzierungen, Wochen, Auszeichnungen, Anmerkungen) | Höchstplatzierung, Gesamtwochen, AuszeichnungChartplatzierungen (Jahr, Titel, Interpretation, Platzierungen, Wochen, Auszeichnungen, Anmerkungen) | Anmerkungen                               |
| Jahr | Titel Interpretation | DE | AT | CH | UK | US | R&B | CA | Anmerkungen                               |
| ---- | -------------------- | --- | --- | --- | --- | --- | --- | --- | ----------------------------------------- |
| 2017 | Eyes Closed Halsey   | — | — | — | — | — | — | CA28 (1 Wo.)CA | Erstveröffentlichung: 4. Mai 2017 (Promo) |

## Promoveröffentlichungen
Promo-Singles

| Jahr | Titel Album                       | Höchstplatzierung, Gesamtwochen, AuszeichnungChartplatzierungen (Jahr, Titel, Album, Platzierungen, Wochen, Auszeichnungen, Anmerkungen) | Höchstplatzierung, Gesamtwochen, AuszeichnungChartplatzierungen (Jahr, Titel, Album, Platzierungen, Wochen, Auszeichnungen, Anmerkungen) | Höchstplatzierung, Gesamtwochen, AuszeichnungChartplatzierungen (Jahr, Titel, Album, Platzierungen, Wochen, Auszeichnungen, Anmerkungen) | Höchstplatzierung, Gesamtwochen, AuszeichnungChartplatzierungen (Jahr, Titel, Album, Platzierungen, Wochen, Auszeichnungen, Anmerkungen) | Höchstplatzierung, Gesamtwochen, AuszeichnungChartplatzierungen (Jahr, Titel, Album, Platzierungen, Wochen, Auszeichnungen, Anmerkungen) | Höchstplatzierung, Gesamtwochen, AuszeichnungChartplatzierungen (Jahr, Titel, Album, Platzierungen, Wochen, Auszeichnungen, Anmerkungen) | Höchstplatzierung, Gesamtwochen, AuszeichnungChartplatzierungen (Jahr, Titel, Album, Platzierungen, Wochen, Auszeichnungen, Anmerkungen) | Anmerkungen |
| Jahr | Titel Album                       | DE | AT | CH | UK | US | R&B | CA | Anmerkungen |
| ---- | --------------------------------- | --- | --- | --- | --- | --- | --- | --- | --- |
| 2014 | Or Nah (Remix) –                  | — | — | — | — | — | — | CA— ×2DoppelplatinCA | Erstveröffentlichung: 10. Juni 2014 Verkäufe: + 280.000 Ty Dolla Sign feat. The Weeknd, Wiz Khalifa & DJ Mustard |
| 2014 | King of the Fall –                | — | — | — | — | — | — | — | Erstveröffentlichung: Juli 2014                                                                                  |
| 2016 | False Alarm Starboy               | — | — | CH85 (1 Wo.)CH | UK51 Silber · (2 Wo.)UK | US55 Platin · (4 Wo.)US | R&B23 (6 Wo.)R&B | CA17 Platin · (1 Wo.)CA | Erstveröffentlichung: 30. September 2016 Verkäufe: + 1.410.000                                                   |
| 2017 | Curve Mr. Davis                   | — | — | — | UK78 (1 Wo.)UK | US67 Platin · (3 Wo.)US | R&B28 (5 Wo.)R&B | CA26 (1 Wo.)CA | Erstveröffentlichung: 13. September 2017 Verkäufe: + 1.000.000; Gucci Mane feat. The Weeknd                      |
| 2020 | After Hours                       | DE35 (3 Wo.)DE | AT33 (2 Wo.)AT | CH16 (7 Wo.)CH | UK20 Platin · (8 Wo.)UK | US20 Platin · (7 Wo.)US | R&B10 (7 Wo.)R&B | CA26 (2 Wo.)CA | Erstveröffentlichung: 19. Februar 2020 Verkäufe: + 2.325.000                                                     |
| 2022 | Starry Eyes Dawn FM               | — | — | — | — | US79 (1 Wo.)US | — | — | Erstveröffentlichung: 1. Juli 2022                                                                               |
| 2022 | Dawn FM                           | — | — | — | — | US65 (1 Wo.)US | — | — | Erstveröffentlichung: 8. Juli 2022                                                                               |
| 2022 | How Do I Make You Love Me Dawn FM | — | AT70 (1 Wo.)AT | — | UK22 (1 Wo.)UK | US39 (1 Wo.)US | — | — | Erstveröffentlichung: 22. Juli 2022 Verkäufe: + 55.000                                                           |
| 2022 | Best Friends Dawn FM              | — | — | — | — | US60 (1 Wo.)US | R&B23 (1 Wo.)R&B | — | Erstveröffentlichung: 5. August 2022 Verkäufe: + 20.000                                                          |
| 2025 | Wake Me Up Hurry Up Tomorrow      | — | — | — | — | US45 (1 Wo.)US | — | — | Erstveröffentlichung: 29. Januar 2025 feat. Justice                                                              |
| 2025 | Open Hearts Hurry Up Tomorrow     | — | — | — | — | US48 (2 Wo.)US | — | — | Erstveröffentlichung: 29. Januar 2025                                                                            |
| 2025 | Enjoy the Show Hurry Up Tomorrow  | — | — | — | — | US60 (1 Wo.)US | R&B16 (2 Wo.)R&B | — | Erstveröffentlichung: 29. Januar 2025 feat. Future                                                               |

## Sonderveröffentlichungen
| Jahr | Titel Album                                                  | Anmerkungen                                                                                            |
| ---- | ------------------------------------------------------------ | --- |
| 2011 | Crew Love Take Care                                          | Erstveröffentlichung: 15. November 2011 Drake feat. The Weeknd                                         |
| 2012 | Remember You O.N.I.F.C.                                      | Erstveröffentlichung: 4. Dezember 2012 Wiz Khalifa feat. The Weeknd                                    |
| 2013 | Nomads SYLDD                                                 | Erstveröffentlichung: 5. Februar 2013 Ricky Hil feat. The Weeknd                                       |
| 2013 | Gifted Excuse My French                                      | Erstveröffentlichung: 21. Mai 2013 French Montana feat. The Weeknd                                     |
| 2013 | Odd Look Odd Look EP • Kiss Land (iTunes Version)            | Erstveröffentlichung: 6. Juni 2013 Kavinsky feat. The Weeknd                                           |
| 2013 | One of Those Nights Stay Trippy (Deluxe Edition)             | Erstveröffentlichung: 23. August 2013 Juicy J feat. The Weeknd                                         |
| 2013 | I’m Good Dedication 5                                        | Erstveröffentlichung: 1. September 2013 Lil Wayne feat. The Weeknd                                     |
| 2013 | Exodus Matangi                                               | Erstveröffentlichung: 1. November 2013 M.I.A. feat. The Weeknd                                         |
| 2013 | Sexodus Matangi                                              | Erstveröffentlichung: 1. November 2013 M.I.A. feat. The Weeknd                                         |
| 2013 | Secrets Virtual Lover                                        | Erstveröffentlichung: 6. November 2013 Jr. Hi feat. The Weeknd                                         |
| 2013 | Elastic Heart Die Tribute von Panem – Catching Fire (O.S.T.) | Erstveröffentlichung: 15. November 2013 Sia feat. Diplo & The Weeknd                                   |
| 2014 | In Vein Mastermind                                           | Erstveröffentlichung: 3. März 2014 Rick Ross feat. The Weeknd                                          |
| 2014 | Love Me Harder My Everything                                 | Erstveröffentlichung: 25. August 2014 Ariana Grande feat. The Weeknd                                   |
| 2014 | Drinks on Us Ransom                                          | Erstveröffentlichung: 15. Dezember 2014 Mike Will Made It feat. Swae Lee, Future & The Weeknd          |
| 2015 | Might Not Up for Days                                        | Erstveröffentlichung: 7. Mai 2015 Belly feat. The Weeknd                                               |
| 2015 | Pullin’ Up Dreams Worth More Than Money                      | Erstveröffentlichung: 29. Juni 2015 Meek Mill feat. The Weeknd                                         |
| 2015 | Pray 4 Love Rodeo                                            | Erstveröffentlichung: 4. September 2015 · Verkäufe: + 500.000; Travis Scott feat. The Weeknd; US: Gold |
| 2015 | Nocturnal Caracal                                            | Erstveröffentlichung: 25. September 2015 Disclosure feat. The Weeknd                                   |
| 2016 | Low Life EVOL                                                | Erstveröffentlichung: 6. Februar 2016 Future feat. The Weeknd                                          |
| 2016 | FML The Life of Pablo                                        | Erstveröffentlichung: 14. Februar 2016 Kanye West feat. The Weeknd                                     |
| 2016 | 6 Inch Lemonade                                              | Erstveröffentlichung: 23. April 2016 Beyoncé feat. The Weeknd                                          |
| 2016 | Wonderful Birds in the Trap Sing McKnight                    | Erstveröffentlichung: 2. September 2016 Travis Scott feat. The Weeknd                                  |
| 2017 | Comin’ Out Strong HNDRXX                                     | Erstveröffentlichung: 24. Februar 2017 Future feat. The Weeknd                                         |
| 2017 | Some Way Nav                                                 | Erstveröffentlichung: 24. Februar 2017 Nav feat. The Weeknd                                            |
| 2017 | Wild Love 9                                                  | Erstveröffentlichung: 28. April 2017 Cashmere Cat feat. The Weeknd & Francis and the Lights            |
| 2017 | A Lie Jungle Rules                                           | Erstveröffentlichung: 14. Juli 2017 French Montana feat. The Weeknd & Max B                            |
| 2017 | Lust for Life                                                | Erstveröffentlichung: 21. Juli 2017 Lana Del Rey feat. The Weeknd                                      |
| 2017 | UnFazed Luv Is Rage 2                                        | Erstveröffentlichung: 25. August 2017 Lil Uzi Vert feat. The Weeknd                                    |
| 2017 | Curve Mr. Davis                                              | Erstveröffentlichung: 15. September 2017 Gucci Mane feat. The Weeknd                                   |
| 2018 | Come Thru Edgewood                                           | Erstveröffentlichung: 23. März 2018 Trouble feat. The Weeknd                                           |
| 2018 | Bedtime Stories SR3MM                                        | Erstveröffentlichung: 4. Mai 2018 Rae Sremmurd feat. The Weeknd                                        |
| 2018 | Wake Up Astroworld                                           | Erstveröffentlichung: 3. August 2018 Travis Scott feat. The Weeknd                                     |
| 2018 | Thought I Knew You Queen                                     | Erstveröffentlichung: 10. August 2018 Nicki Minaj feat. The Weeknd                                     |
| 2019 | Price on My Head Bad Habits                                  | Erstveröffentlichung: 22. März 2019 Nav feat. The Weeknd                                               |
| 2020 | Smile Legends Never Die                                      | Erstveröffentlichung: 10. Juli 2020 Juice Wrld feat. The Weeknd                                        |
| 2021 | You Right Planet Her                                         | Erstveröffentlichung: 25. Juni 2021 Doja Cat feat. The Weeknd                                          |
| 2021 | Better Believe See You Next Wednesday                        | Erstveröffentlichung: 27. August 2021 Belly feat. The Weeknd & Nas                                     |
| 2021 | Hurricane Donda                                              | Erstveröffentlichung: 29. August 2021 Kanye West feat. The Weeknd & Lil Baby                           |
| 2022 | Tears in the Club Caprisongs                                 | Erstveröffentlichung: 14. Januar 2022 FKA Twigs feat. The Weeknd                                       |
| 2022 | La fama Motomami                                             | Erstveröffentlichung: 18. März 2022 Rosalía feat. The Weeknd                                           |
| 2022 | Moth to a Flame Paradise Again                               | Erstveröffentlichung: 15. April 2022 Swedish House Mafia feat. The Weeknd                              |
| 2022 | One Right Now Twelve Carat Toothache                         | Erstveröffentlichung: 3. Juni 2022 Post Malone feat. The Weeknd                                        |
| 2022 | Creepin’ Heroes & Villains                                   | Erstveröffentlichung: 2. Dezember 2022 Metro Boomin feat. 21 Savage & The Weeknd                       |
| 2023 | K-pop Utopia                                                 | Erstveröffentlichung: 28. Juli 2023 Travis Scott feat. Bad Bunny & The Weeknd                          |
| 2023 | Another One of Me The Love Album: Off the Grid               | Erstveröffentlichung: 20. September 2023 Diddy feat. 21 Savage, French Montana & The Weeknd            |
| 2024 | We Still Don’t Trust You                                     | Erstveröffentlichung: 12. April 2024 Future & Metro Boomin feat. The Weeknd                            |
| 2025 | Rather Lie Music                                             | Erstveröffentlichung: 14. März 2025 Playboi Carti feat. The Weeknd                                     |

| Jahr | Titel Soundtrack                                                | Anmerkungen                                                                         |
| ---- | --------------------------------------------------------------- | ----------------------------------------------------------------------------------- |
| 2013 | Devil May Cry Die Tribute von Panem – Catching Fire             | Erstveröffentlichung: 15. November 2013                                             |
| 2013 | Elastic Heart Die Tribute von Panem – Catching Fire             | Erstveröffentlichung: 15. November 2013 Sia feat. Diplo & The Weeknd                |
| 2015 | Earned It Fifty Shades of Grey                                  | Erstveröffentlichung: 10. Februar 2015                                              |
| 2015 | Where You Belong Fifty Shades of Grey                           | Erstveröffentlichung: 10. Februar 2015                                              |
| 2015 | Wicked Games Southpaw                                           | Erstveröffentlichung: 24. Juli 2015                                                 |
| 2018 | Pray for Me Black Panther                                       | Erstveröffentlichung: 9. Februar 2018 mit Kendrick Lamar                            |
| 2022 | Nothing Is Lost (You Give Me Strength) Avatar: The Way of Water | Erstveröffentlichung: 15. Dezember 2022                                             |
| 2023 | The Lure (Main Theme) The Idol – Episode 1                      | Erstveröffentlichung: 9. Juni 2023                                                  |
| 2023 | Double Fantasy The Idol – Episode 2                             | Erstveröffentlichung: 12. Juni 2023 feat. Future                                    |
| 2023 | Family The Idol – Episode 2                                     | Erstveröffentlichung: 12. Juni 2023 feat. Suzanna Son                               |
| 2023 | A Lesser Man The Idol – Episode 3                               | Erstveröffentlichung: 19. Juni 2023                                                 |
| 2023 | Take Me Back The Idol – Episode 3                               | Erstveröffentlichung: 19. Juni 2023                                                 |
| 2023 | Fill the Void The Idol – Episode 4                              | Erstveröffentlichung: 23. Juni 2023 Verkäufe: 45.000; feat. Lily-Rose Depp & Ramsey |
| 2023 | Jealous Guy The Idol – Episode 4                                | Erstveröffentlichung: 23. Juni 2023                                                 |
| 2023 | One of the Girls The Idol – Episode 4                           | Erstveröffentlichung: 23. Juni 2023 feat. Lily-Rose Depp & Jennie                   |
| 2023 | False Idols The Idol – Episode 5, Part 1                        | Erstveröffentlichung: 30. Juni 2023 feat. Lil Baby & Suzanna Son                    |
| 2023 | Like a God The Idol – Episode 5, Part 1                         | Erstveröffentlichung: 30. Juni 2023                                                 |
| 2023 | Dollhouse The Idol – Episode 5, Part 2                          | Erstveröffentlichung: 3. Juli 2023 feat. Lily-Rose Depp                             |

## Statistik

### Chartauswertung
Die folgende Aufstellung beinhaltet eine Übersicht über die Charterfolge von The Weeknd in den Album- und Singlecharts. Zu berücksichtigen ist, dass unter den Singles nur Interpretationen von The Weeknd berücksichtigt wurden, reine Autorenbeteiligungen sind nicht mit inbegriffen.
|                     | DE    | AT    | CH    | UK     | US     | R&B     | CA    |
| ------------------- | ----- | ----- | ----- | ------ | ------ | ------- | ----- |
| Nummer-eins-Alben   | DE1DE | AT1AT | CH2CH | UK4UK  | US5US  | R&B9R&B | CA5CA |
| Top-10-Alben        | DE6DE | AT6AT | CH7CH | UK7UK  | US9US  | R&B9R&B | CA6CA |
| Alben in den Charts | DE9DE | AT7AT | CH9CH | UK10UK | US11US | R&B9R&B | CA7CA |

|                       | DE     | AT     | CH     | UK     | US      | R&B      | CA     |
| --------------------- | ------ | ------ | ------ | ------ | ------- | -------- | ------ |
| Nummer-eins-Singles   | DE1DE  | AT1AT  | CH1CH  | UK1UK  | US6US   | R&B10R&B | CA5CA  |
| Top-10-Singles        | DE8DE  | AT5AT  | CH17CH | UK18UK | US20US  | R&B29R&B | CA20CA |
| Singles in den Charts | DE45DE | AT39AT | CH48CH | UK72UK | US120US | R&B97R&B | CA46CA |

### Auszeichnungen für Musikverkäufe
Das Lied High for This wurde nur als Videoauskopplung und nicht als Single veröffentlicht. Obwohl es nicht die Charts erreichte, erhielt das Lied Schallplattenauszeichnungen für über 1,28 Millionen verkaufte Einheiten. Darüber hinaus erhielten die Lieder House of Balloons (+ 400.000), Missed You (+ 40.000) und The Party & the After Party (+ 235.000) Schallplattenauszeichnungen.
| Land/RegionAuszeichnungen für Musikverkäufe (Land/Region, Auszeichnungen, Verkäufe, Quellen) | Silber       | Gold         | Platin           | Diamant       | Verkäufe    | Quellen              |
| -------------------------------------------------------------------------------------------- | ------------ | ------------ | ---------------- | ------------- | ----------- | -------------------- |
| Australien (ARIA)                                                                            | —            | 30× Gold30   | 170× Platin170   | —             | 12.970.000  | aria.com.au          |
| Belgien (BRMA)                                                                               | —            | 8× Gold8     | 15× Platin15     | —             | 640.000     | ultratop.be          |
| Brasilien (PMB)                                                                              | —            | 24× Gold24   | 44× Platin44     | 55× Diamant55 | 12.800.000  | pro-musicabr.org.br  |
| Chile (IFPI)                                                                                 | —            | Gold1        | 2× Platin2       | —             | 300.000     | profovi.cl           |
| Dänemark (IFPI)                                                                              | —            | 19× Gold19   | 68× Platin68     | —             | 5.360.000   | ifpi.dk              |
| Deutschland (BVMI)                                                                           | —            | 16× Gold16   | 12× Platin12     | —             | 8.100.000   | musikindustrie.de    |
| Finnland (IFPI)                                                                              | —            | 3× Gold3     | 20× Platin20     | —             | 740.000     | Einzelnachweise      |
| Frankreich (SNEP)                                                                            | —            | 15× Gold15   | 20× Platin20     | 12× Diamant12 | 8.261.862   | snepmusique.com      |
| Griechenland (IFPI)                                                                          | —            | 8× Gold8     | 38× Platin38     | 4× Diamant4   | 1.250.000   | Einzelnachweise      |
| Island (IFPI)                                                                                | —            | 2× Gold2     | —                | —             | 5.000       | Einzelnachweise      |
| Italien (FIMI)                                                                               | —            | 20× Gold20   | 48× Platin48     | —             | 4.815.000   | fimi.it              |
| Japan (RIAJ)                                                                                 | —            | Gold1        | —                | —             | —           | riaj.or.jp           |
| Kanada (MC)                                                                                  | —            | 25× Gold25   | 118× Platin118   | 6× Diamant6   | 15.220.000  | musiccanada.com      |
| Kolumbien (ASINCOL)                                                                          | —            | —            | 2× Platin2       | —             | 20.000      | Einzelnachweise      |
| Malaysia (RIM)                                                                               | —            | —            | Platin1          | —             | 200.000     | Einzelnachweise      |
| Mexiko (AMPROFON)                                                                            | —            | 9× Gold9     | 12× Platin12     | Diamant1      | 1.500.000   | amprofon.com.mx      |
| Neuseeland (RMNZ)                                                                            | —            | 5× Gold5     | 99× Platin99     | —             | 2.745.000   | radioscope.co.nz NZ2 |
| Niederlande (NVPI)                                                                           | —            | —            | Platin1          | Diamant1      | 170.000     | nvpi.nl              |
| Norwegen (IFPI)                                                                              | —            | 9× Gold9     | 29× Platin29     | —             | 1.540.000   | ifpi.no              |
| Österreich (IFPI)                                                                            | —            | 4× Gold4     | 7× Platin7       | —             | 240.000     | ifpi.at              |
| Polen (ZPAV)                                                                                 | —            | 10× Gold10   | 44× Platin44     | 6× Diamant6   | 3.512.500   | olis.pl              |
| Portugal (AFP)                                                                               | —            | 15× Gold15   | 50× Platin50     | 2× Diamant2   | 782.500     | Einzelnachweise      |
| Schweden (IFPI)                                                                              | —            | 4× Gold4     | 53× Platin53     | —             | 3.280.000   | sverigetopplistan.se |
| Schweiz (IFPI)                                                                               | —            | 3× Gold3     | 3× Platin3       | —             | 100.000     | hitparade.ch         |
| Singapur (RIAS)                                                                              | —            | Gold1        | 2× Platin2       | —             | 25.000      | rias.org.sg          |
| Spanien (Promusicae)                                                                         | —            | 21× Gold21   | 35× Platin35     | —             | 2.590.000   | elportaldemusica.es  |
| Südafrika (RISA)                                                                             | —            | Gold1        | —                | —             | 20.000      | Einzelnachweise      |
| Thailand (TECA)                                                                              | —            | Gold1        | Platin1          | —             | 15.000      | Einzelnachweise      |
| Vereinigte Staaten (RIAA)                                                                    | —            | 4× Gold4     | 126× Platin126   | 9× Diamant9   | 196.820.000 | riaa.com             |
| Vereinigtes Königreich (BPI)                                                                 | 28× Silber28 | 14× Gold14   | 61× Platin61     | —             | 43.957.000  | bpi.co.uk            |
| Zentralamerika (CFC)                                                                         | —            | 2× Gold2     | 6× Platin6       | —             | 490.000     | cfc-musica.com       |
| Insgesamt                                                                                    | 28× Silber28 | 275× Gold275 | 1087× Platin1087 | 96× Diamant96 |             |                      |